# のぞき坂
座標: 北緯35度43分3.50秒 東経139度42分50.05秒 / 北緯35.7176389度 東経139.7139028度

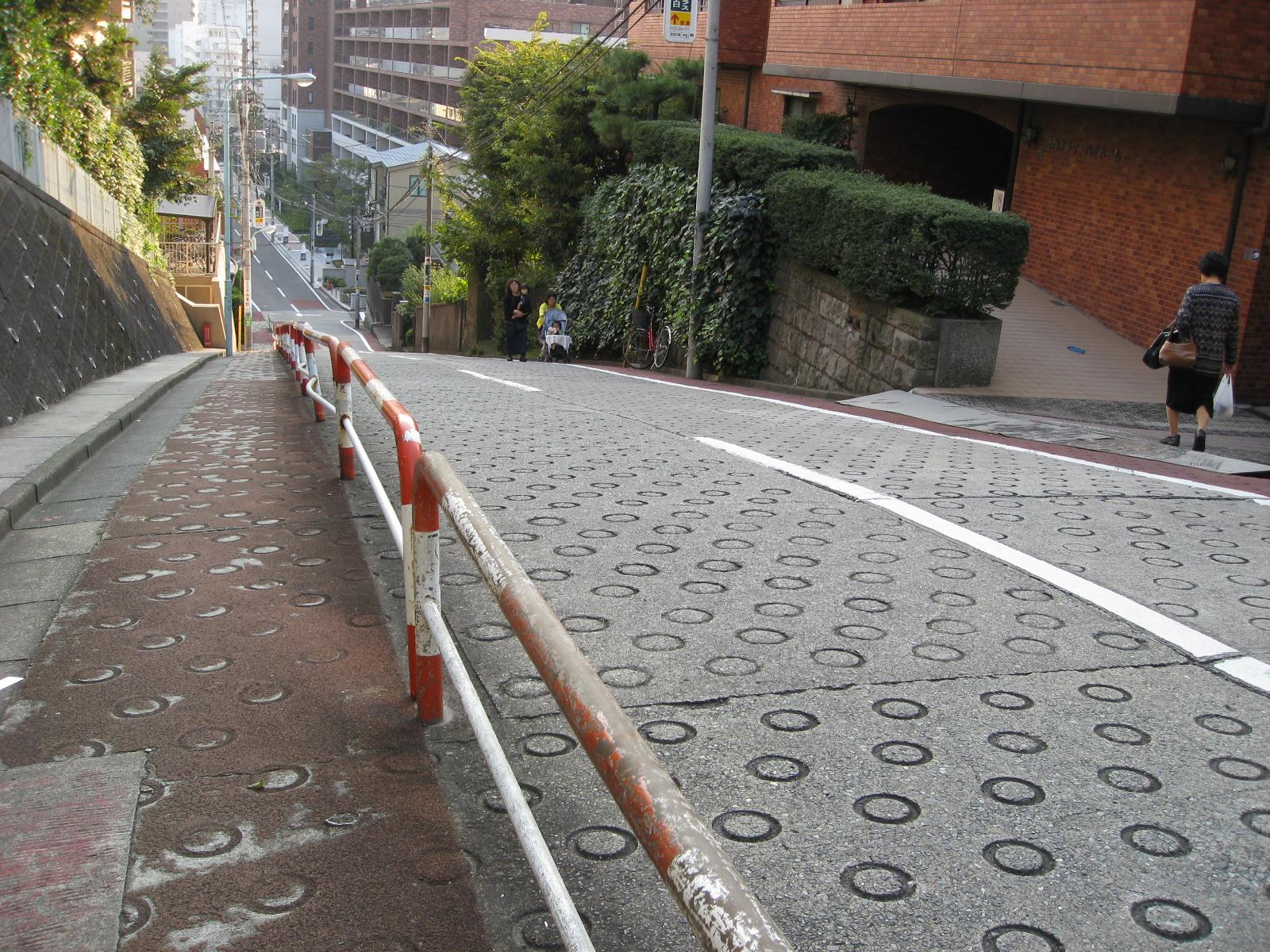
のぞき坂（坂の上から）

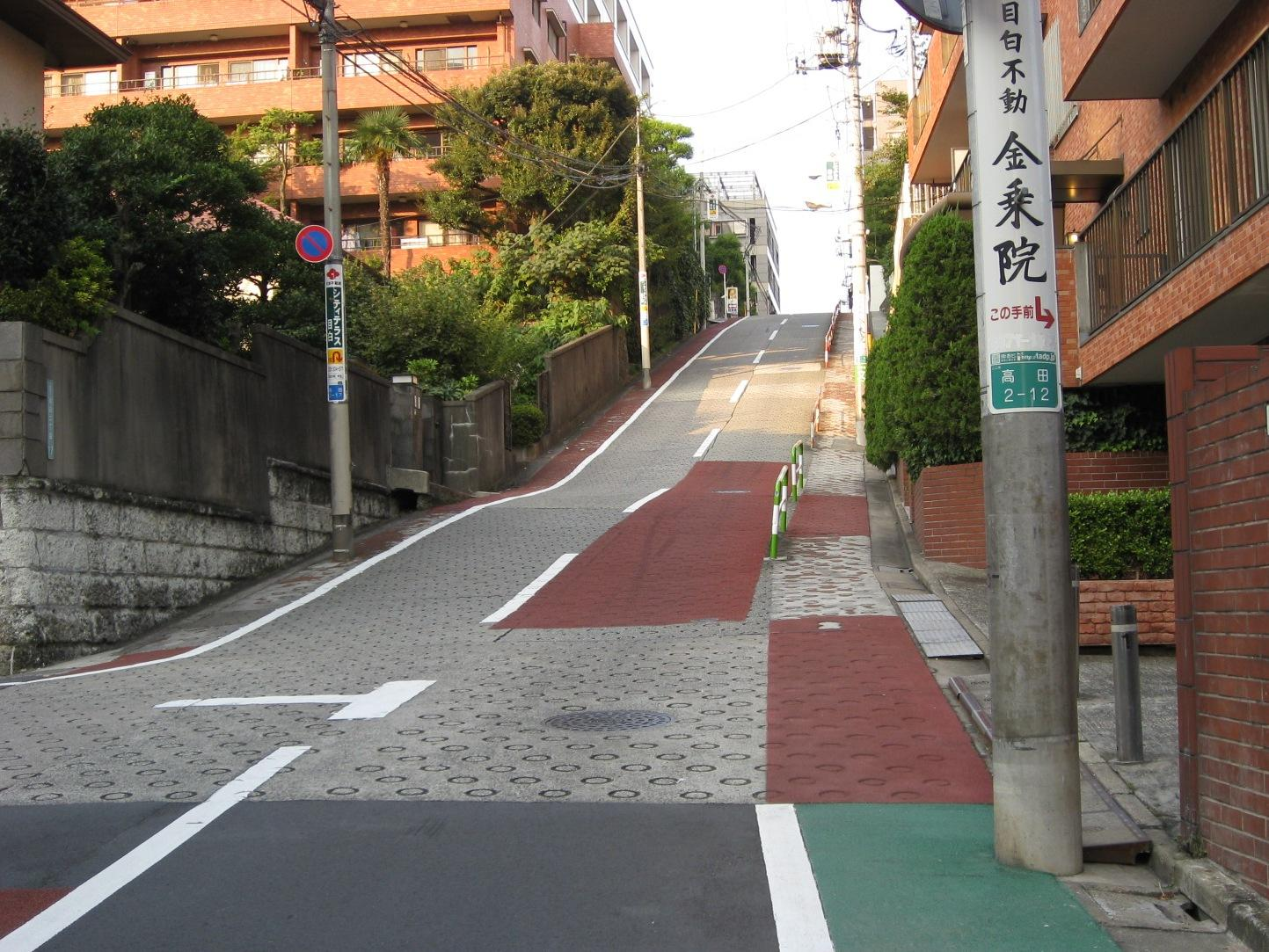
のぞき坂（坂の下から）

のぞき坂（のぞきさか）は、豊島区立高南小学校の西側を東京都豊島区高田2-17から2-18にかけて南北に伸びる区道の坂道部分の通称。
東京都内で自動車通行が可能な道路としては、傾斜・延長距離ともに最急の一つに数えられる坂。別名は胸突坂。ただし、胸突坂と呼ばれる坂は他にも存在するため、「のぞき坂」と呼称される場合が多い。
明治通り、都電荒川線の各々東側に沿っており、学習院下停留場と鬼子母神前停留場停留所の間に位置する。勾配は最大13度（23%）とされ、自動車・原動機付自転車でも変速機の対応によってはエンストに陥る。関口台地と神田川沿いの低地とを結ぶため、この様な高低差が生じた。

## 登場作品
東京都区内でも有数の勾配を持つ特徴的な坂であるためか、アニメーション作品等の舞台として描かれる事がある。

### 映画
- 天気の子（2019年、東宝）[2][3]
- 冴えない彼女の育てかた Fine（2019年、アニプレックス）

### アニメ・漫画・ゲーム・ライトノベル
- 冴えない彼女の育てかた
- 体操ザムライ 第3話「決闘ザムライ」[4]
- 偽物語 第3話「かれんビー 其ノ參」
- AMNESIA
- 大東京鬼嫁伝 第1話

### その他
- アオペラ[5]
- ドキュメント72時間（NHK総合、2025年5月23日）[6]